# خوليو سيزار سيرانو
خوليو سيزار سيرانو (بالإسبانية: Julio Cesar Serrano)‏ (1 مارس 1981 في الأرجنتين - ) هو لاعب كرة قدم أرجنتيني في مركز الوسط. لعب مع أتلتيكو أتلانتا وألماجرو وانيستتوتو ونادي سلوفان براتيسلافا ونويفا شيكاجو وEstudiantes de Buenos Aires ‏ وSacachispas Fútbol Club ‏.

## وصلات خارجية
- خوليو سيزار سيرانو على موقع قاعدة بيانات كرة القدم.إي يو (الإنجليزية)
- خوليو سيزار سيرانو على موقع Soccerway.com (الإنجليزية)